# 道 (行政区划)
道，是源於中國的行政區劃单位，後成為儒家文化圈國家普遍采用的行政區單位。

## 中國

### 起源
「道」這種行政區劃始創於中國。「道」在漢朝開始出现，起初跟县同级别，专门使用于西南少数民族聚居的偏远地区的益州刺史部，《汉书》地理志解释为“有蛮夷曰道”或者“县主蛮夷曰道”。
到了隋唐时代，出兵征战经常以方位路向加以命名，为“某某道”，该方面军主将称“某某道行军大总管”。例如攻打高句丽时的平壤道行军大总管、辽东道行军大总管、浿江道行军大总管等等。后来在内务民政上也使用此名词，在撤并郡县（或州县）之初，一级行政区较少时仅作为监察和地理单位，在后来州县增多之后逐渐成为实质性的一级行政区，由州－县二级制演变为道－州－县三级制。这种形式和演变过程，与20世纪的法国相似，法国起初把八十多个省份按历史地理渊源划分为十几个“大区”，后来大区逐渐演变成为省份的上级单位。

### 中世
貞觀元年（627年），分天下为十道，为州、县之上的一级行政区划，开元二十一年（733年），分天下为十五道，之后迭有增加，至二十三道之多（唐睿宗景云年间）。但唐玄宗皇帝的盛唐時期到安史之亂以後的中晚唐，节度使逐漸掌握地方实权后，「道」也日渐演变为对一个节度使辖区的称呼，所到中晚唐後期時，甚至連觀察使轄區也同節度使轄區一樣被稱為道，已和初唐、盛唐时的意义有所不同。如中晚唐時期，李吉甫所編著的《元和郡县志》一書，已將唐朝天下分為四十七道，即是包含了節度使與觀察使的轄區在內。
- 關内道→關内道・京畿道
- 河南道→河南道・都畿道
- 河东道
- 河北道
- 山南道→山南東道・山南西道
- 隴右道
- 淮南道
- 江南道→江南東道・江南西道・黔中道
- 劍南道
- 嶺南道

宋朝建立初期沿用五代方鎮作為一級政區，之後恢復道制，在開元十五道基礎上稍作改動（如關內道改稱關西道、劍南道分為東、西兩道等）。直到至道三年終於確定一級政區為路，並設京東、京西、河北、河東、陝西、淮南、江南、荊湖南、荊湖北、兩浙、福建、西川、峽、廣南東、廣南西共十五路。
- 河南道
- 關西道
- 隴右道
- 河东道
- 河北道
- 劍南西道
- 劍南東道
- 山南西道
- 山南東道
- 淮南道
- 江南東道
- 江南西道
- 嶺南道

辽朝因循唐朝旧制，仍使用「道」作为一级行政区划。辽朝的行政区划大体为道、府（州）、县三级；辽全境分五个道，每个道有一个政治中心，称为“京”，并以京的名称来命名道；道下设府、州、军、城四种政区，为同一级别。
- 上京道
- 中京道
- 东京道
- 南京道
- 西京道

### 近世
元朝建立後，○○等处行中书省成為一级行政区划，行省下設有道，道下有「路」的行政区划单位。至明清時期，「道」成为省的派出機關，如「福建省台廈道」或「台湾道」，但明朝及清朝意义上稍有不同。也有人（例如《内政年鉴》）把清朝的道与省、府、县相提并论，称之为四级地方行政机构。
明朝的道，由布政司统辖的称分守道，按察司统辖的称分巡道，军队系统的称兵备道。分守道的主官由布政司的参政与参议担任，布政司的参政、参议也大多常驻地方，虽是布政司派出单位，但主要对巡抚而不是布政使负责。分巡道是按察司的派出机构，主官由按察司副使与佥事担任，职责与分守道相同，同样对巡抚负责。布政司分守道更侧重粮储、赋役、屯田、水利等有关国计民生事，按察司分巡道更侧重治吏、抚民、清军等有关社会风气与社会治安事。由于分巡道的职责更多的是维护社会治安，因而军事职能被不断地加强，一些要害地方的分巡道逐渐发展到“兵备道”，兵备道的职能主要是整饬兵备、统领指定地区的军事力量，或镇压内乱，或抗御外侮。成化之前，明代的道主要是分巡、分守道，成化至嘉靖年间，兵备道大量出现，到隆庆、万历之后，兵备道已遍布各地，成了巡抚之下的地方主要军政机关，统领军队、管辖府县，听命于督抚，同时取代了当地分巡、分守道，成为“道”的主体。:304-316明代兵备道很多由分巡道兼领，亦称“兵巡道”。

### 近代
民國北洋政府時期，曾经在省下设「道」为次级行政区划，并曾計畫「廢省置道」，将全国划分为九十多个道。分為繁要缺、邊要缺、繁缺、邊缺、要缺、簡缺共六類三個等級。其中「繁要缺」是駐紮在省會的首道，地方形勢緊要，政務繁雜的道；「邊要缺」是地處邊陲，形勢緊要的道；「繁缺」是轄縣較多、財政情況良好的道；「邊缺」是邊境地區或重要行政據點；「要缺」是境內轄有重要商埠的道；「簡缺」是轄縣較少、事務較簡、財政情況不佳的道。京兆及稍後設置的東省特別區，因政區特殊，均未設道。又熱河、察哈爾、綏遠、川邊因縣級政區較少，均只各設一道。各省一般平均在三至四道，僅甘肅及黑龍江省最多，皆設置了七道。各道管轄縣數，一般在十至三十縣之間，不過也存在了如黑龍江省黑河道轄三縣，陝西省關中道轄四十縣以上的道的特殊例子。
因為道制的等級與行政經費預算的多少有關，因此各省紛紛提出重評等級的要求，從民國三年（1914年）至四年（1915年）五月之間，內務部先後批准河南省河洛道、江蘇省徐海道、廣西省蒼梧道及鎮南道、吉林省依蘭道的升等。同一時期內，江蘇省淮揚道、浙江省甌海道、黑龍江省綏蘭道、廣東省潮循道、山東省東臨道的升等要求，因行政管轄區域不大，行政事務也不複雜，均被內務、財政兩部駁回。在一年半內，有如此多的道因經費問題而請求升等，引起了北洋政府的注意。內務部及財政部於民國四年（1915年）六月大總統袁世凱下令，今後若無特別的情況，不再重新評估核辦。但有地方军阀自行废置的情况，譬如山东军阀张宗昌将山东四道改为十一道。
| 直隷省       | 渤海道     | 津海道                                   |                                          | 繁要缺，一等                             |                                                                                  |
| 直隷省       | 范陽道     | 保定道                                   |                                          | 繁要缺，一等                             |                                                                                  |
| 直隷省       | 冀南道     | 大名道                                   | 要缺，二等                               |                                          |                                                                                  |
| 直隷省       | 口北道     | 口北道                                   | 簡缺，三等                               |                                          |                                                                                  |
| 奉天省       | 南路道     | 遼瀋道                                   |                                          | 繁要缺，一等                             |                                                                                  |
| 奉天省       | 東路道     | 東邊道                                   | 邊缺，二等                               |                                          |                                                                                  |
| 奉天省       | 北路道     | 洮昌道                                   | 要缺，二等                               |                                          |                                                                                  |
| 奉天省       | 西路道     |                                          |                                          | 民國二年（1913年）9月裁撤                |                                                                                  |
| 奉天省       | 中路道     |                                          |                                          | 民國二年（1913年）9月裁撤                |                                                                                  |
| 吉林省       | 西南路道   | 吉長道                                   |                                          | 繁要缺，一等                             |                                                                                  |
| 吉林省       | 西北路道   | 濱江道                                   |                                          | 繁要缺，一等                             |                                                                                  |
| 吉林省       | 東南路道   | 延吉道                                   | 邊缺，二等                               | 民國十年（1921年）九月升為一等           |                                                                                  |
| 吉林省       | 東北路道   | 依蘭道                                   | 簡缺，三等                               | 民國四年（1915年）五月改為邊缺、二等     |                                                                                  |
| 黑龍江省     |            | 龍江道                                   |                                          | 繁要缺，一等                             |                                                                                  |
| 黑龍江省     | 綏蘭道     | 繁缺，二等                               | 民國四年（1915年）九月升為一等           |                                          |                                                                                  |
| 黑龍江省     | 黑河道     | 黑河道                                   | 邊要缺，一等                             |                                          |                                                                                  |
| 黑龍江省     |            |                                          | 呼倫道                                   |                                          | 民國十四年（1925年）呼倫貝爾自治政府撤銷自治後設置                               |
| 山東省       | 岱北道     | 濟南道                                   |                                          | 繁要缺，一等                             | 民國十四年（1925年）十月裁撤四道                                                 |
| 山東省       | 岱南道     | 濟寧道                                   | 要缺，二等                               |                                          | 民國十四年（1925年）十月裁撤四道                                                 |
| 山東省       | 濟西道     | 東臨道                                   | 簡缺，三等                               |                                          | 民國十四年（1925年）十月裁撤四道                                                 |
| 山東省       | 膠東道     | 膠東道                                   | 繁要缺，一等                             |                                          | 民國十四年（1925年）十月裁撤四道                                                 |
| 山東省       |            |                                          | 濟南道                                   | 不詳                                     | 民國十四年（1925年）十月設置，民國十六年（1927年）八月北京政府承認，各道等級不詳 |
| 山東省       | 東昌道     |                                          |                                          | 不詳                                     | 民國十四年（1925年）十月設置，民國十六年（1927年）八月北京政府承認，各道等級不詳 |
| 山東省       | 泰安道     |                                          |                                          | 不詳                                     | 民國十四年（1925年）十月設置，民國十六年（1927年）八月北京政府承認，各道等級不詳 |
| 山東省       | 武定道     |                                          |                                          | 不詳                                     | 民國十四年（1925年）十月設置，民國十六年（1927年）八月北京政府承認，各道等級不詳 |
| 山東省       | 德臨道     |                                          |                                          | 不詳                                     | 民國十四年（1925年）十月設置，民國十六年（1927年）八月北京政府承認，各道等級不詳 |
| 山東省       | 淄青道     |                                          |                                          | 不詳                                     | 民國十四年（1925年）十月設置，民國十六年（1927年）八月北京政府承認，各道等級不詳 |
| 山東省       | 萊膠道     |                                          |                                          | 不詳                                     | 民國十四年（1925年）十月設置，民國十六年（1927年）八月北京政府承認，各道等級不詳 |
| 山東省       | 東海道     |                                          |                                          | 不詳                                     | 民國十四年（1925年）十月設置，民國十六年（1927年）八月北京政府承認，各道等級不詳 |
| 山東省       | 兗濟道     |                                          |                                          | 不詳                                     | 民國十四年（1925年）十月設置，民國十六年（1927年）八月北京政府承認，各道等級不詳 |
| 山東省       | 琅琊道     |                                          |                                          | 不詳                                     | 民國十四年（1925年）十月設置，民國十六年（1927年）八月北京政府承認，各道等級不詳 |
| 山東省       | 曹濮道     |                                          |                                          | 不詳                                     | 民國十四年（1925年）十月設置，民國十六年（1927年）八月北京政府承認，各道等級不詳 |
| 河南省       | 豫東道     | 開封道                                   |                                          | 繁要缺，一等                             |                                                                                  |
| 河南省       | 豫北道     | 河北道                                   | 要缺，二等                               |                                          |                                                                                  |
| 河南省       | 豫西道     | 河洛道                                   | 簡缺，三等                               | 民國三年（1914年）十一月改為繁缺，二等   |                                                                                  |
| 河南省       | 豫南道     | 汝陽道                                   | 要缺，二等                               |                                          |                                                                                  |
| 山西省       | 中路道     | 冀寧道                                   |                                          | 繁要缺，一等                             |                                                                                  |
| 山西省       | 北路道     | 雁門道                                   | 簡缺，三等                               | 民國四年（1915年）七月改為要缺，二等     |                                                                                  |
| 山西省       | 河東道     | 河東道                                   | 要缺，二等                               |                                          |                                                                                  |
| 江蘇省       |            | 金陵道                                   |                                          | 繁要缺，一等                             |                                                                                  |
| 江蘇省       | 滬海道     | 民國三年（1914年）一月名上海道，五月改名 |                                          | 繁要缺，一等                             |                                                                                  |
| 江蘇省       | 蘇常道     |                                          |                                          | 繁要缺，一等                             |                                                                                  |
| 江蘇省       | 淮揚道     | 淮揚道                                   | 繁缺，二等                               |                                          |                                                                                  |
| 江蘇省       | 徐州道     | 徐海道                                   | 要缺，二等                               | 民國三年（1914年）十一月改為繁要缺，一等 |                                                                                  |
| 安徽省       |            | 安慶道                                   |                                          | 繁要缺，一等                             |                                                                                  |
| 安徽省       | 蕪湖道     | 繁缺，二等                               |                                          |                                          |                                                                                  |
| 安徽省       | 淮泗道     | 繁缺，二等                               |                                          |                                          |                                                                                  |
| 江西省       |            | 豫章道                                   |                                          | 繁要缺，一等                             |                                                                                  |
| 江西省       | 廬陵道     | 簡缺，三等                               |                                          |                                          |                                                                                  |
| 江西省       | 贛南道     | 贛南道                                   | 要缺，二等                               |                                          |                                                                                  |
| 江西省       | 贛北道     | 潯陽道                                   | 要缺，二等                               | 民國五年（1916年）二月升為一等           |                                                                                  |
| 福建省       | 東路道     | 閩海道                                   |                                          | 繁要缺，一等                             |                                                                                  |
| 福建省       | 南路道     | 廈門道                                   |                                          | 繁要缺，一等                             |                                                                                  |
| 福建省       | 西路道     | 汀漳道                                   | 要缺，二等                               |                                          |                                                                                  |
| 福建省       | 北路道     | 建安道                                   | 簡缺，三等                               |                                          |                                                                                  |
| 浙江省       |            | 錢塘道                                   |                                          | 繁要缺，一等                             |                                                                                  |
| 浙江省       | 會稽道     |                                          |                                          | 繁要缺，一等                             |                                                                                  |
| 浙江省       | 金華道     | 簡缺，三等                               |                                          |                                          |                                                                                  |
| 浙江省       | 甌海道     | 繁缺，二等                               |                                          |                                          |                                                                                  |
| 湖北省       | 鄂東道     | 江漢道                                   |                                          | 繁要缺，一等                             |                                                                                  |
| 湖北省       | 鄂北道     | 襄陽道                                   | 要缺，二等                               |                                          |                                                                                  |
| 湖北省       | 鄂西道     | 荊南道                                   | 要缺，二等                               | 荊宜道                                   | 民國十年（1921年）八月改名並縮小管轄區域                                         |
| 湖北省       |            |                                          | 施鶴道                                   |                                          | 民國十年（1921年）八月析荊南道設置                                               |
| 湖南省       |            | 湘江道                                   |                                          | 繁要缺，一等                             |                                                                                  |
| 湖南省       | 衡永彬桂道 | 衡陽道                                   | 繁缺，二等                               |                                          |                                                                                  |
| 湖南省       |            | 武陵道                                   | 要缺，二等                               |                                          |                                                                                  |
| 湖南省       | 辰沅永靖道 | 辰沅道                                   | 要缺，二等                               |                                          |                                                                                  |
| 陝西省       | 中道道     | 關中道                                   |                                          | 繁要缺，一等                             |                                                                                  |
| 陝西省       | 陝南道     | 漢中道                                   | 要缺，二等                               |                                          |                                                                                  |
| 陝西省       | 陝北道     | 榆林道                                   | 邊缺，二等                               |                                          |                                                                                  |
| 陝西省       | 陝西道     |                                          |                                          |                                          |                                                                                  |
| 陝西省       | 陝東道     |                                          |                                          |                                          |                                                                                  |
| 甘肅省       | 蘭山道     | 蘭山道                                   |                                          | 繁要缺，一等                             |                                                                                  |
| 甘肅省       | 隴南道     | 渭川道                                   | 要缺，二等                               |                                          |                                                                                  |
| 甘肅省       | 隴東道     | 涇原道                                   | 簡缺，三等                               |                                          |                                                                                  |
| 甘肅省       | 朔方道     | 寧夏道                                   | 簡缺，三等                               |                                          |                                                                                  |
| 甘肅省       | 海江道     | 西寧道                                   | 邊缺，三等                               |                                          |                                                                                  |
| 甘肅省       | 河西道     | 甘涼道                                   | 邊缺，三等                               |                                          |                                                                                  |
| 甘肅省       | 邊關道     | 安肅道                                   | 簡缺，三等                               |                                          |                                                                                  |
| 新疆省       | 鎮迪道     | 迪化道                                   |                                          | 繁要缺，一等                             |                                                                                  |
| 新疆省       | 伊犁道     | 伊犁道                                   | 邊缺，二等                               |                                          |                                                                                  |
| 新疆省       | 阿克蘇道   | 阿克蘇道                                 | 簡缺，三等                               |                                          |                                                                                  |
| 新疆省       | 喀什噶爾道 | 喀什噶爾道                               | 邊要缺，一等                             |                                          |                                                                                  |
| 新疆省       |            |                                          | 塔城道                                   |                                          | 民國五年（1916年）十二月塔爾巴哈臺區域併入改置                                   |
| 新疆省       | 阿山道     |                                          | 民國八年（1919年）六月阿爾泰區域併入改置 |                                          |                                                                                  |
| 新疆省       | 焉耆道     | 邊缺 三等                                | 民國九年（1920年）四月設置               |                                          |                                                                                  |
| 新疆省       | 和闐道     | 邊缺，三等                               | 民國九年（1920年）四月設置               |                                          |                                                                                  |
| 四川省       | 川西道     | 西川道                                   |                                          | 繁要缺，一等                             |                                                                                  |
| 四川省       | 川東道     | 東川道                                   |                                          | 繁要缺，一等                             |                                                                                  |
| 四川省       | 上川南道   | 建昌道                                   | 要缺，二等                               |                                          |                                                                                  |
| 四川省       | 下川南道   | 永寧道                                   | 簡缺，三等                               | 民國四年（1915年）三月改為二等           |                                                                                  |
| 四川省       | 川北道     | 嘉陵道                                   | 要缺，二等                               |                                          |                                                                                  |
| 四川省       | 邊東道     |                                          |                                          | 民國三年（1914年）劃入川邊特別區，廢     |                                                                                  |
| 四川省       | 邊西道     |                                          |                                          | 民國三年（1914年）劃入川邊特別區，廢     |                                                                                  |
| 廣東省       |            | 粤海道                                   |                                          | 繁要缺，一等                             |                                                                                  |
| 廣東省       | 嶺南道     | 簡缺，三等                               |                                          |                                          |                                                                                  |
| 廣東省       | 潮循道     | 繁缺，二等                               |                                          |                                          |                                                                                  |
| 廣東省       | 高雷道     | 繁缺，二等                               |                                          |                                          |                                                                                  |
| 廣東省       | 瓊崖道     | 邊要缺，一等                             |                                          |                                          |                                                                                  |
| 廣東省       | 欽廉道     | 邊缺，二等                               |                                          |                                          |                                                                                  |
| 廣西省       | 邕南道     | 南寧道                                   |                                          | 繁要缺，一等                             |                                                                                  |
| 廣西省       | 郁江道     | 蒼梧道                                   | 簡缺，三等                               | 民國四年（1915年）一月改為繁缺、二等     |                                                                                  |
| 廣西省       | 漓江道     | 桂林道                                   | 要缺，二等                               |                                          |                                                                                  |
| 廣西省       | 柳江道     | 柳江道                                   | 簡缺，三等                               |                                          |                                                                                  |
| 廣西省       | 田南道     |                                          | 簡缺，三等                               |                                          |                                                                                  |
| 廣西省       | 鎮南道     | 鎮南道                                   | 邊缺，三等                               | 民國四年（1915年）一月改為邊要缺，一等   |                                                                                  |
| 雲南省       | 滇中道     | 滇中道                                   |                                          | 繁要缺，一等                             |                                                                                  |
| 雲南省       | 臨開廣道   | 蒙自道                                   | 邊缺，二等                               |                                          |                                                                                  |
| 雲南省       | 滇南道     | 普洱道                                   | 簡缺，三等                               |                                          |                                                                                  |
| 雲南省       | 滇西道     | 騰越道                                   | 邊缺，二等                               |                                          |                                                                                  |
| 貴州省       | 黔中道     | 黔中道                                   |                                          | 繁要缺，一等                             |                                                                                  |
| 貴州省       | 黔東道     | 鎮遠道                                   | 要缺，二等                               |                                          |                                                                                  |
| 貴州省       | 黔西道     | 貴西道                                   | 簡缺，三等                               |                                          |                                                                                  |
| 熱河特別區   |            | 熱河道                                   |                                          | 邊要缺，一等                             |                                                                                  |
| 綏遠特別區   |            | 綏遠道                                   |                                          | 邊要缺，一等                             |                                                                                  |
| 察哈爾特別區 |            | 興和道                                   |                                          | 邊缺，二等                               | 民國二年（1913年）八月升為一等                                                   |
| 川邊特別區   |            |                                          | 川邊道                                   | 邊要缺，一等                             | 民國五年（1916年）一月設置                                                       |

1927年，与北洋政府对峙的國民政府宣布废除道制。随着1928年國民政府北伐胜利，蔣介石通令由省政府直接管辖县，最终彻底废除道制，但事實上，各省依然設置行政督察區制度，亦相當於「道」，蔣介石就曾經派長子蔣經國擔任江西省贛南行政督察區專員。

### 参見
- 道員
- 道地

## 日本
奈良時代（約7世紀）開始，日本分為五畿七道，其中「道」是作為五畿之外的廣域劃分，後於1869年再增設北海道。1871年，日本開始進行廢藩置縣的改革，至1885年後只保留北海道而廢除其他七道。
二戰之後，北海道正式以「道」作為其行政區名稱，成為與都府縣同等的自治體。
- 五畿（畿內）
- 東山道
- 東海道
- 北陸道
- 山陽道
- 山陰道
- 南海道
- 西海道
- 北海道（令制時期）

（請參見日本令制國列表）

## 朝鮮半島
約10世紀開始，當時的高麗把全國分為八道。這些道的名稱隨着道府所在地的變化而跟着變遷。直到朝鮮王朝末年。這八道的名稱是：
- 咸镜道，后分为南、北两道
- 黄海道，後分為南、北兩道
- 平安道，后分为南、北两道
- 江原道，韓戰後被停火线切分属于南北韓
- 京畿道
- 忠清道，后分为南、北两道
- 庆尚道，后分为南、北两道
- 全罗道，后分为南、北两道

以上八个道称为朝鲜八道，之後又把這八道再劃分為十三道。这些名字沿用至今。

## 越南
越南在唐朝时属于岭南道，设安南都督府，後改安南都護府、鎮南都護府，後又改回安南都護府。府下管辖十二个州，交州刺史充任都护，为长官。五代十国时期，南汉设置静海节度使。
安南独立之初多沿袭唐朝、南汉旧制，丁朝和前黎朝将辖区划分为十道，设将军，道下置州、府、县、社，而名称多不可考。李朝时置二十四路，陈朝置十二路或十五路，胡朝改路为镇。
之後，黎朝初期设东、西、南、北、海西等五道，后改为十二承宣，分设三司，分别为贊治承政使司（简称处）、清刑宪察使司（简称道）和都总兵使司（简称镇），道、镇也可用于指代行政区划。
阮朝改为二十七镇。明命年间分设为三十省。嗣德年间，降河静、富安、广治三省为道。嗣德后期又升为省，并增设美德道、新化道，主官为管道，增设端雄道、谅江道，主官为靖边副使。同庆年间，增设海宁道。法属初期，殖民政府为镇压北圻的勤王运动，在北圻设置多处军区，越南人称作“官兵道”，兼管民政，主要有荻林道、东潮道、澫慕道、老街道、安沛道、安边道、永安道、雅南道等。1910年代，北圻局势稳定，官兵道固定为四处，分别是第一官兵道海宁道、第二官兵道高平道、第三官兵道河杨道和第四官兵道莱州道。此外，殖民政府在今老挝设置第五官兵道（第五军区）。1920年代以后，官兵道也被称为省。
1900年代，殖民政府开始开发西原，在西原陆续设置五个省份，越南人称为道，分别是崑嵩道、嘉莱道、得勒道、林园道和同狔上道。此外，平顺省宁顺府单独设立宁顺道，法文称潘郎省。
1945年越南独立后，北圻的官兵道和中圻的道均被统一为省。